# Palazzo Romagnoli (Forlì)
Il Palazzo Romagnoli, o Palazzo Romagnoli-Reggiani, è un palazzo storico del centro di Forlì, attualmente sede museale.

## Storia
Il palazzo prende nome dalla famiglia Romagnoli, che lo volle realizzare mediante l'accorpamento di più edifici preesistenti, unificati dal punto di vista architettonico.
La famiglia Romagnoli è un'antica famiglia patrizia di origine forlivese, che nel XV secolo si stabilì a Cesena, dove anche troviamo un Palazzo Romagnoli.
Nel 1806, la nomina di Lorenzo Romagnoli a prefetto di Forlì durante il dominio napoleonico diede occasione ai Romagnoli di ritornare alla città d'origine. Qui vollero un palazzo adeguato al loro stato sociale.
Girolamo Lorenzo Reggiani sposò l'ultima discendente dei Romagnoli, Virginia, e assunse il cognome di Reggiani Romagnoli. Il palazzo così venne conosciuto anche come Palazzo Romagnoli-Reggiani.
Nel 1965, la famiglia vendette il palazzo al Comune di Forlì. La nuova destinazione dell'edificio fu di essere sede del distretto militare di Forlì, comprendente le province di Forlì (compreso il territorio di Rimini) e di Pesaro-Urbino, per le visite mediche di leva.

## Interni
Notevole è lo scalone monumentale che dà accesso al piano nobile.
Le decorazioni dei soffitti, sia degli ambienti del piano terreno sia delle sale del piano superiore, sono largamente riconducibili alla bottega di Felice Giani.
Durante la gestione militare le bellezze artistiche del palazzo non erano fruibili.

## Esposizioni museali
Il palazzo, che sorge a breve distanza a piedi dai Musei di San Domenico, dopo la fine della gestione militare è stato destinato dal Comune ad ospitare collezioni museali. In particolare, una volta restaurato, ha accolto le collezioni civiche del Novecento, tra cui la prestigiosa Collezione Verzocchi, sul tema del lavoro, esposta al piano terra.
Al primo piano, invece, sono in mostra opere di vario genere, tra cui olii e incisioni di Giorgio Morandi (facenti parte della Donazione Righini), sculture di Adolfo Wildt provenienti dalle collezioni di Raniero Paulucci de Calboli e La grande Romagna.